# Doornmestkever
De doornmestkever (Geotrupes spiniger) is een keversoort uit de familie mesttorren (Geotrupidae). De wetenschappelijke naam van de soort werd in 1802 gepubliceerd door Thomas Marsham.